# Catapanato da Itália

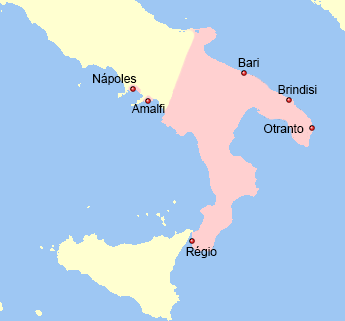
Extensão territorial aproximada do Catapanato da Itália no início do século XI.

O Catapanato da Itália (em grego: κατεπανίκιον Ἰταλίας), também chamado de Catepanato, foi uma província do Império Bizantino que abrangia a Itália continental ao sul da linha entre o monte Gargano e o golfo de Salerno. Amalfi e Nápoles, que estão acima desta linha, eram aliadas de Constantinopla através do catapano.

## História
Em 873, o Império Bizantino retomou Bari dos sarracenos. Junto com o já existente Tema da Calábria, a região da Apúlia à volta de Bari formou um novo tema, o da Tema Longobardo. Por volta de 965, um novo tema, da Lucânia foi fundado e o estratego (governador militar) de Bari foi elevado ao título de catepano ("o mais elevado") da Itália, geralmente com o estatuto de patrício.
Alguns aventureiros normandos em peregrinação ao Santuário do Monte de São Miguel Arcanjo emprestaram suas armas em 1017 às cidades lombardas da Apúlia contra os bizantinos. De 1016 a 1030, os normandos foram puramente mercenários, servindo a ambos os lados, até que Sérgio IV de Nápoles, ao dar ao líder normando Ranulfo Drengoto, a fortaleza de Aversa em 1030, criou o primeiro território normando na região, que imediatamente passou a servir de base para a conquista de toda a região. No mesmo, chegaram à região William e Drogo, os dois filhos mais velhos de Tancredo de Altavila, um nobre menor de Coutances na Normandia. Os dois se juntaram numa tentativa organizada de tomar a região dos bizantinos que, já por volta de 1040, haviam perdido quase toda a província. Bari foi conquistada pelos normandos em abril de 1071 e os bizantinos foram finalmente expulsos da Itália, retornando brevemente para cercar a cidade em 1156.
O título de "catapano da Apúlia e Campânia" foi ressuscitado brevemente em 1166 para Gilberto, o primo da rainha-regente Margarida de Navarra. Em 1167, com sua recém-conquistada autoridade, Gilberto expulsou as tropas germânicas da Campânia e coagiu Frederico I a levantar o cerco a Ancona.

## Catapanos
- 970 – 975 Miguel Abidelas
- antes de 982 Romano
- 982 – 985 Calóciro Delfina
- 985 – 988 Romano
- 988 – 998 João Amirópulo
- 999 – 1006 Gregório Tarcaniota
- 1006 – 1008 Aleixo Xífias
- 1008 – 1010 João Curcuas
- 1010 – 1016 Basílio Mesardonita
- Maio de 1017 – Dezembro de 1017 Tornício Contoleão
- Dezembro de 1017 – 1027 Basílio Boiano
- ca. 1027 – 1029 Cristóvão Burgaris
- Julho de 1029 – Junho de 1032 Potos Argiro
- 1032 – Maio de 1033 Miguel Protoespatário
- Maio de 1033 – 1038 Constantino Opos
- 1038 – 1039 Miguel Espondíles
- Fevereiro de 1039 – Janeiro de 1040 Nicéforo Dociano
- Novembro de 1040 – Verão de 1041 Miguel Dociano
- Verão de 1041 – 1042 Exaugusto Boiano
- Fevereiro de 1042 – Abril de 1042 Sinodiano
- Abril de 1042 – Setembro de 1042 Jorge Maniaces
- Outono de 1042 Pardos
- Fevereiro de 1043 – Abril de 1043 Basílio Teodorocano
- Outono de 1045 – Setembro de 1046 Eustácio Palatino
- Setembro de 1046 – Dezembro de  1046 João Rafael
- 1050 – 1058 Argiro
- 1060 Miriarco
- 1060 – 1061 Maruli
- 1062  Siriano
- 1064 Pereno
- 1066 – 1069 Miguel Mauricas
- 1069 – 1071 Avartutela
- 1071 Estêvão Paterano